# Onychotrechus
Onychotrechus is een geslacht van wantsen uit de familie van de Gerridae (schaatsenrijders). Het geslacht werd voor het eerst wetenschappelijk beschreven door George Willis Kirkaldy in 1903.

## Soorten
Het genus bevat de volgende soorten:

- Onychotrechus baijali Gupta, 1982
- Onychotrechus dooarsicus Subramanian, Basu & Zettel, 2014
- Onychotrechus esakii Andersen, 1980
- Onychotrechus jaechi Zettel & Tran, 2007
- Onychotrechus major Andersen, 1980
- Onychotrechus pallidus Andersen, 1980
- Onychotrechus rhexenor Kirkaldy, 1903
- Onychotrechus robustus Andersen, 1980
- Onychotrechus rupestris Andersen, 1980
- Onychotrechus sakuntala (Kirkaldy, 1901)
- Onychotrechus singalensis J. Polhemus & Andersen, 1984
- Onychotrechus spinifer Andersen, 1980
- Onychotrechus tuberculatus Andersen, 1980